# Angelo White
Angelo Martinus de Witt (Naarden, 26 juni 1990), ook bekend als Angelo White, is een Nederlands regisseur en producer.

## Biografie
In 2010 startte De Witt zijn studie als 3D-animator en visual-effects artist aan de Vancouver Film School in Canada. In 2011 rondde hij zijn studie af en werd hij aan boord gebracht van het team van The Mill in Londen, waar hij aan projecten werkte als Judge Dredd, Mass Effect en Snow White and the Huntsman. In 2014 trad De Witt toe tot het team van Weta Digital en werkte hij als junior paint artist aan verschillende films, waaronder The Hobbit: The Desolation of Smaug, The Hobbit: The Battle of the Five Armies, Dawn of the Planet of the Apes en The Jungle Book.
In 2016 begon De Witt als filmmaker om zijn eigen verhalen te vertellen. Zijn achtergrond in visuele effecten hielp hem bij het maken van Sorice, zijn eerste korte film, uit 2017. De korte film zette De Witt op de radar van Hollywood-smaakmakers en in 2019 tekende hij een contract met management- en productiebedrijf Schemers Entertainment in Los Angeles.

## Films
- 2012 - Mass Effect 3 - visuele effecten
- 2012 - Snow White and the Huntsman - visuele effecten
- 2012 - Dredd - visuele effecten
- 2013 - Spiders 3D - visuele effecten
- 2013 - G.I. Joe: Retaliation - als junior compositor
- 2013 - Pacific Rim - als junior paint artist (geen credit)
- 2013 - The Wolverine - als junior paint artist
- 2013 - De Hobbit: de Woestenij van Smaug - als junior paint artist
- 2014 - The Jungle Book - als junior paint artist (geen credit)
- 2014 - Dawn of the Planet of the Apes - als junior paint artist
- 2014 - De Hobbit: De Slag van Vijf Legers - als junior paint artist
- 2015 - Maze Runner: The Scorch Trials - als junior paint artist (geen credit)
- 2016 - The BFG - als junior paint artist
- 2016 - Central Intelligence - visuele effecten
- 2016 - Peter en de Draak - als junior paint artist (geen credit)
- 2016 - Sorice - visuele effecten, regie en scenario
- 2017 - De Familie Slim - visuele effecten
- 2017 - Mother of Children - visuele effecten, regie en scenario
- 2018 - Aidan - visuele effecten
- 2018 - De Film van Dylan Haegens - visuele effecten
- 2018 - First Kiss - visuele effecten
- 2019 - Us - visuele effecten, regie en scenario